# 奇帕塔縣

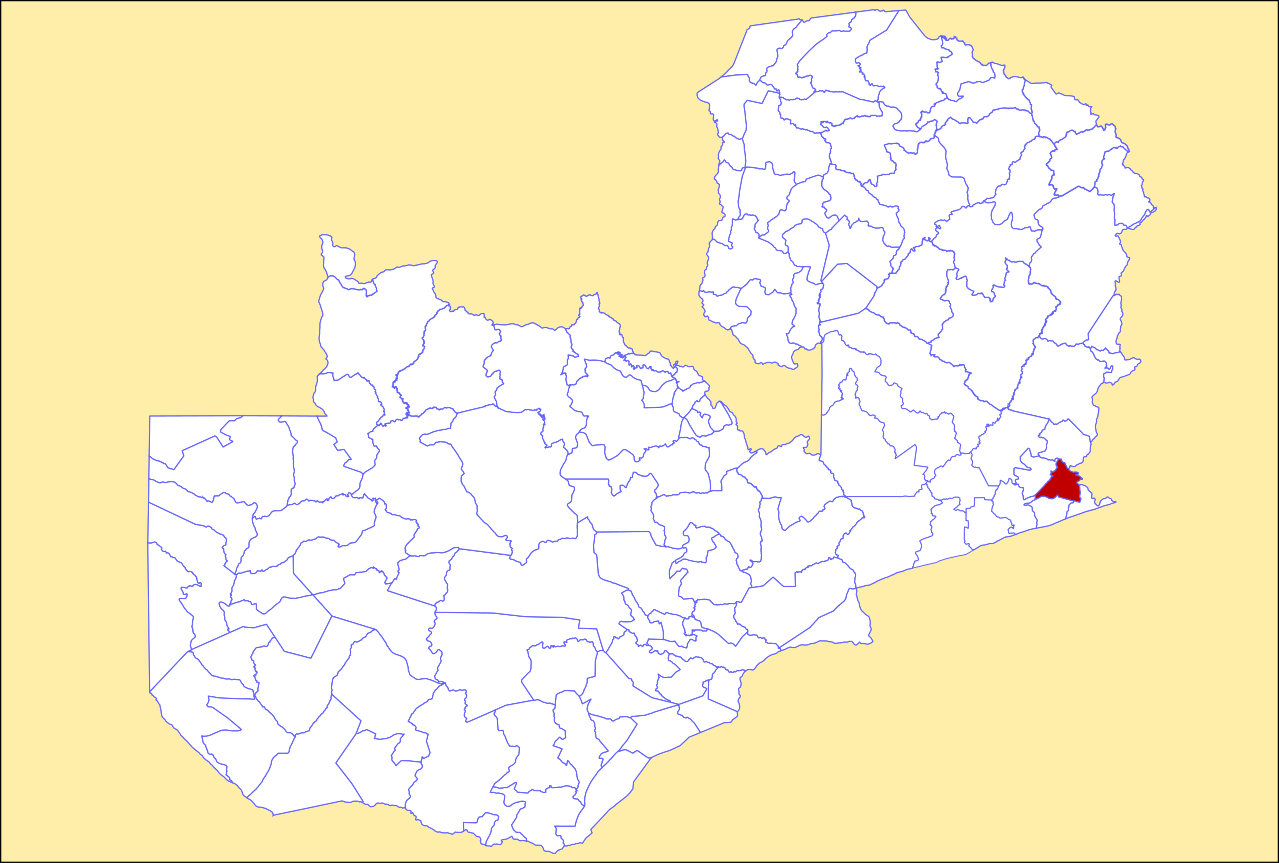

13°30′S 32°10′E / 13.500°S 32.167°E
奇帕塔縣（英語：Chipata District），是贊比亞的縣份，位於該國東部，由東方省負責管轄，首府設於奇帕塔，面積6,693平方公里，2010年人口455,783，人口密度每平方公里68.1人。